# Strays (película)
Strays es una película dramática estadounidense del año 1997 escrita, dirigida, producida y protagonizada por Vin Diesel, es conocida por ser la primera película importante de Vin Diesel, en la que sigue a un narcotraficante y estafador que está harto del estilo de vida repetitivo que lleva y comienza a buscar un significado en su vida. Esto marcó el debut como director de película de Diesel y analiza su propia adolescencia y educación en la ciudad de Nueva York.

## Argumento
Frustrado por la rutina repetitiva de una noche y el ajetreo sin rumbo, el traficante de drogas Rick (Vin Diesel) está buscando un significado en su vida. Al igual que sus amigos modificados con testosterona, Rick es un vagabundo que busca una estructura familiar tradicional y lucha inconscientemente con la ausencia de su propio padre.
Cuando conoce a Heather (Suzanne Lanza), la chica de al lado, de repente percibe una nueva avenida y una oportunidad para una nueva relación comprometida. Tratando de asimilarse en el mundo de Heather, Rick toma el calor de sus cohortes de adolescentes perpetuos cuyas ambiciones se limitan a correr rápido, a tocar lento y a abandonar. Aunque la química entre la pareja está cargada de inmediato, el estilo chic y la agresividad volátil de Rick amenazan con extinguir su relación antes de que ésta haya comenzado.

## Reparto
- Vin Diesel como Rick.
- Suzanne Lanza como Heather.
- Joey Dedio como Fred.
- F. Valentino Morales como Tony.
- Mike Epps como Mike.
- T.K. Kirkland como Rodney.
- Darnell Williams como Keith.
- Mihaela Tudorof como Danielle.
- Eugene Osborne Smith como Willie.
- Temple Brooks como Amy.
- Loni Sabrina Stuart como Nicole.
- Deangela Parrish como Suzanne.
- Marko Kalfa como Chris.
- Joey Iovino como Kenny.
- Louis Albert von Steidl como Jerry Saperstein.
- Sean M. Silverstein como Timothy (voz).
- Helen M. Mitchell como Bookstore Clerk.
- Freddie Pendavis como Arthur.
- Denise Carrasco como Tanya.
- Taquana Harris como Melba.
- Marlo Morales como Kiki.
- Rudy "Rush" McCallum como Sevon.
- Marco Alularach como Waiter.
- Gus Theodoro como Maitre 'D.
- Frederick Ricks como Hood 1.
- Redd Grant como Hood 2.
- John Morales como Delivery Man.
- Jamie Schutz como Brown Yuppie 1.
- Matthew Ross como Brown Yuppie 2.
- Clinton Lamur como Bum at Strip Joint.
- John Pierce como Bum 1.
- Phillip Jones como Bum 2.
- Gina Lombardino como Mike's.
- Jennifer Merzius como Fred's.
- Carol Ferrante como chica japonesa 1.
- Natalie Ferrante como chica japonesa 2.
- Munge Abraham Sheriff como Conductor.
- Rash Paul Singh como Conductor.
- Bartolo Cruz como Conductor.
- Mohammed Salama como Conductor.